# Шурай
Шурай — посёлок в Устьянском районе Архангельской области.

## География
Находится в южной части Архангельской области на расстоянии приблизительно 25 км на восток-юго-восток по прямой от административного центра района поселка Октябрьский у одноименного остановочного пункта Северной железной дороги.

## История
Поселок возник при станции, открытой в 1942 году (ныне остановочный пункт). До 2022 года входил в Илезское сельское поселение до его упразднения.

## Население
Численность населения: 260 человек (русские 88 %) в 2002 году, 106 в 2010.